# یواس‌اس گرافیس (ای‌اف-۲۹)
یواس‌اس گرافیس (ای‌اف-۲۹) (به انگلیسی: USS Graffias (AF-29)) یک کشتی بود که طول آن ۴۶۸ فوت ۱۱ اینچ (۱۴۲٫۹۳ متر) بود. این کشتی در سال ۱۹۴۳ ساخته شد.